# Чохан, Бубли
Сатиндер Пол Сингх (Бубли) Чохан (англ. Satinder Paul Singh (Bubli) Chohan, 2 июля 1957, Лудхиана, Индия) — канадский хоккеист (хоккей на траве), полевой игрок. Двукратный чемпион Панамериканских игр 1983 и 1987 годов.

## Биография
Питер Моцек родился 2 июля 1957 года в индийском городе Лудхиана.
Играл в хоккей на траве в футбольно-хоккейном клубе «Индия» из Ванкувера.
В 1976 году вошёл в состав сборной Канады по хоккею на траве на летних Олимпийских играх в Монреале, занявшей 10-е место. Играл в поле, провёл 6 матчей, забил 1 мяч в ворота сборной Бельгии.
В 1984 году вошёл в состав сборной Канады по хоккею на траве на летних Олимпийских играх в Лос-Анджелесе, занявшей 10-е место. Играл в поле, провёл 7 матчей, мячей не забивал.
В 1988 году вошёл в состав сборной Канады по хоккею на траве на летних Олимпийских играх в Сеуле, занявшей 11-е место. Играл в поле, провёл 7 матчей, мячей не забивал.
В 1983 и 1987 годах в составе сборной Канады завоевал золотые медали хоккейных турниров Панамериканских игр, в 1975, 1979, 1991 и 1995 годах — серебряные. На Играх 1995 года был знаменосцем сборной Канады.